# Oliver Ingham, 1. Baron Ingham
Oliver Ingham, 1. Baron Ingham (* um 1287; † 29. Januar 1344) war ein englischer Adliger, Beamter und Militär.

## Herkunft
Oliver Ingham war der älteste Sohn des Ritters Sir John Ingham (1260–1309) und von dessen Frau Margery. Nach dem Tod seines Vaters 1309 wurde ihm am 22. Mai 1310 sein Erbe übergeben, zu dem neben Ländereien bei Ingham in Norfolk auch Landbesitz in Suffolk, Wiltshire und Hampshire gehörte.

## Militär im Dienst des Königs
Während des Kriegs mit Schottland wurde Ingham 1310 und 1314 zur Teilnahme an den Feldzügen von König Eduard II. aufgerufen. Dazu diente Ingham als Ritter des königlichen Haushalts. Ingham genoss sowohl das Vertrauen des Königs und von Hugh le Despenser, der seit 1318 bevorzugter Günstling des Königs war. Während der Rebellion der Marcher Lords und des Earls of Lancaster gehörte Ingham dem königlichen Heer an, mit dem der König ab Herbst 1321 gegen die Rebellen vorging. Ende Dezember 1321 befehligte er mit die Vorhut der königlichen Armee, die Bridgnorth besetzte, um den Übergang über den Severn zu sichern. Die königlichen Truppen wurden jedoch am 5. Januar 1322 von den Truppen der Rebellen unter Roger Mortimer aus der Stadt getrieben. Anschließend zerstörten die Rebellen die Brücke über den Fluss, worauf die königliche Armee weiter bis Shrewsbury ziehen musste. Während der Niederschlagung der Rebellion besetzte Ingham zahlreiche Güter der Rebellen, dabei bereicherte er sich durch umfangreiche Plünderungen. Der König belohnte ihn für seine Dienste mit zahlreichen Geschenken und Belohnungen. Im Juni 1321 wurde Ingham die Verwaltung von Ellesmere Castle in Shropshire übertragen, dazu die Verwaltung von Chester Castle in Cheshire sowie Flint Castle in Flintshire und weitere Ämter in Wiltshire. Als bevorzugter Gefolgsmann von Despenser erhielt er Shocklach Castle und die Herrschaft Malpas in Cheshire, ein früheres Gut von John de Sutton. Sutton, der zu den Rebellen gehört hatte, wurde nach seiner Aufgabe Ingham übergeben, der ihn einkerkern ließ. Auch William Grandison, den Erben des Rebellen Henry Tyeys, ließ Ingham im Kerker von Windsor Castle, bis er ihm das Gut Lydiard Tregoze übergab. Obwohl der König die Rebellen im März 1322 entscheidend schlagen konnte, gab es in den nächsten Jahren in vielen Regionen weitere Unruhen. 1323 beschuldigte Ingham den eingekerkerten Roger Mortimer, für Unruhen in den Welsh Marches verantwortlich zu sein. Im August 1322 nahm Ingham als Knight Banneret an dem erfolglosen Feldzug des Königs nach Schottland teil.

## Dienst in den englischen Besitzungen in Südwestfrankreich
1324 ernannte der König Ingham zum Ratgeber des jungen Earl of Kent, der als Lieutenant von Aquitanien diente. Im August 1324 war Ingham Kommandant von Agen, der Hauptstadt des Agenais. Um die englischen Besitzungen in Südwestfrankreich kam es zu zunehmenden Spannungen mit Frankreich, und im August 1324 fiel eine französische Armee in die Region ein. Aufgrund der mangelnden Unterstützung durch die Bevölkerung musste Ingham Agen bereits am 15. August übergeben. Im weiteren Verlauf des Krieges führte er mit einer Truppe, die vor allem aus spanischen Söldnern bestand, einen erfolgreichen Feldzug gegen die Franzosen im Agenais. Nach längeren Verhandlungen wurde der Krieg im September 1325 offiziell beendet. Eduard II. übertrug dazu das Herzogtum Aquitanien seinem minderjährigen Sohn Eduard. Dieser hatte offenbar Vertrauen in Ingham, der am 7. Oktober 1325 zum Seneschall von Aquitanien ernannt wurde. Inghams Befugnisse wurden im April 1326 erweitert, als ihm der König weitreichende finanzielle Vollmachten übertrug. Es gelang ihm rasch, die Kontrolle über die englischen Besitzungen in Südwestfrankreich zurückzugewinnen, da er nach Kräften die Adligen entschädigte, die im Krieg mit Frankreich die Engländer unterstützt hatten. Deshalb besaß er zunächst das Vertrauen von zahlreichen Adligen aus der Region. Bereits im Juni hatte er mit Unterstützung anderer Adliger die Unterwerfung und teilweise Aussöhnung mit dem Adligen Amanieu dʼAlbret erreichen können. Nachdem es im Sommer 1326 erneut zu bewaffneten Zwischenfällen in der Gascogne gekommen war, begnadigte Ingham bis Anfang September elf Adlige, die die französische Seite unterstützt hatten. Zu weiteren Problemen kam es, als Königin Isabelle und der Thronfolger Eduard nach Abschluss der Friedensverhandlungen gegen den Willen von Eduard II. in Frankreich blieben. Daraufhin wies Eduard II. die Adligen der Gascogne an, nur noch Ingham zu gehorchen, da der junge Eduard als Herzog von Aquitanien unter dem Einfluss seiner Mutter stand.

## Unterstützung der Herrschaft von Roger Mortimer
Im Herbst 1326 konnte der aus der Gefangenschaft entkommene Roger Mortimer mit Unterstützung von Königin Isabelle in England landen und die Herrschaft von Eduard II. stürzen. Offenbar bereits ab Sommer 1326 hatte Ingham die Pläne von Mortimer unterstützt. Im Februar 1327 schloss er einen umstrittenen Waffenstillstand mit Frankreich, worauf er als Seneschall durch Sir John Hausted abgelöst wurde und nach England zurückkehrte. Trotz seiner früheren engen Verbindung zu Despenser entging er weitgehend einer Verfolgung durch die neuen Machthaber. Stattdessen wechselte er in den Dienst von Roger Mortimer, der der eigentliche Machthaber anstelle des minderjährigen Eduard III. war. Als einer von vier Baronen gehörte er sogar dem zwölfköpfigen Staatsrat an, der offiziell die Regentschaft führte. Zwischen Juni 1328 und September 1330 wurde Ingham durch Writ of Summons zu den Parlamenten geladen, weshalb er als Baron Ingham gilt. Als Ende 1328 und Anfang 1329 Henry of Lancaster gegen das Regime von Mortimer rebellierte, unterstützte Ingham weiter Mortimer. Er gehörte im Februar 1329 zu den Richtern, die über die Verschwörer urteilten, die die Rebellion von Lancaster unterstützt hatten. Im Mai oder Juni 1330 belohnte ihn Mortimer, indem er ihm Besitzungen des hingerichteten Earl of Kent übergab. Im Oktober 1330 stürzte der junge Eduard III. die Herrschaft von Mortimer durch einen Staatsstreich. Ingham gehörte zu den engen Vertrauten von Mortimer, die sich mit ihm Gemach der Königin in Nottingham Castle befanden, als die Verschwörer hineinstürmten und sie überwältigten. Er wurde nach London geschafft, wo er verurteilt werden sollte. Seine Besitzungen ließ der König beschlagnahmen. In Anerkennung seines loyalen Dienstes für seinen Vater Eduard II. begnadigte der junge König jedoch am 8. Dezember 1330 Ingham. Er erhielt auch seinen Besitz zurück, allerdings ohne die Güter, die er zuvor vom Krongut erhalten hatte.

## Erneuter Dienst in Südwestfrankreich

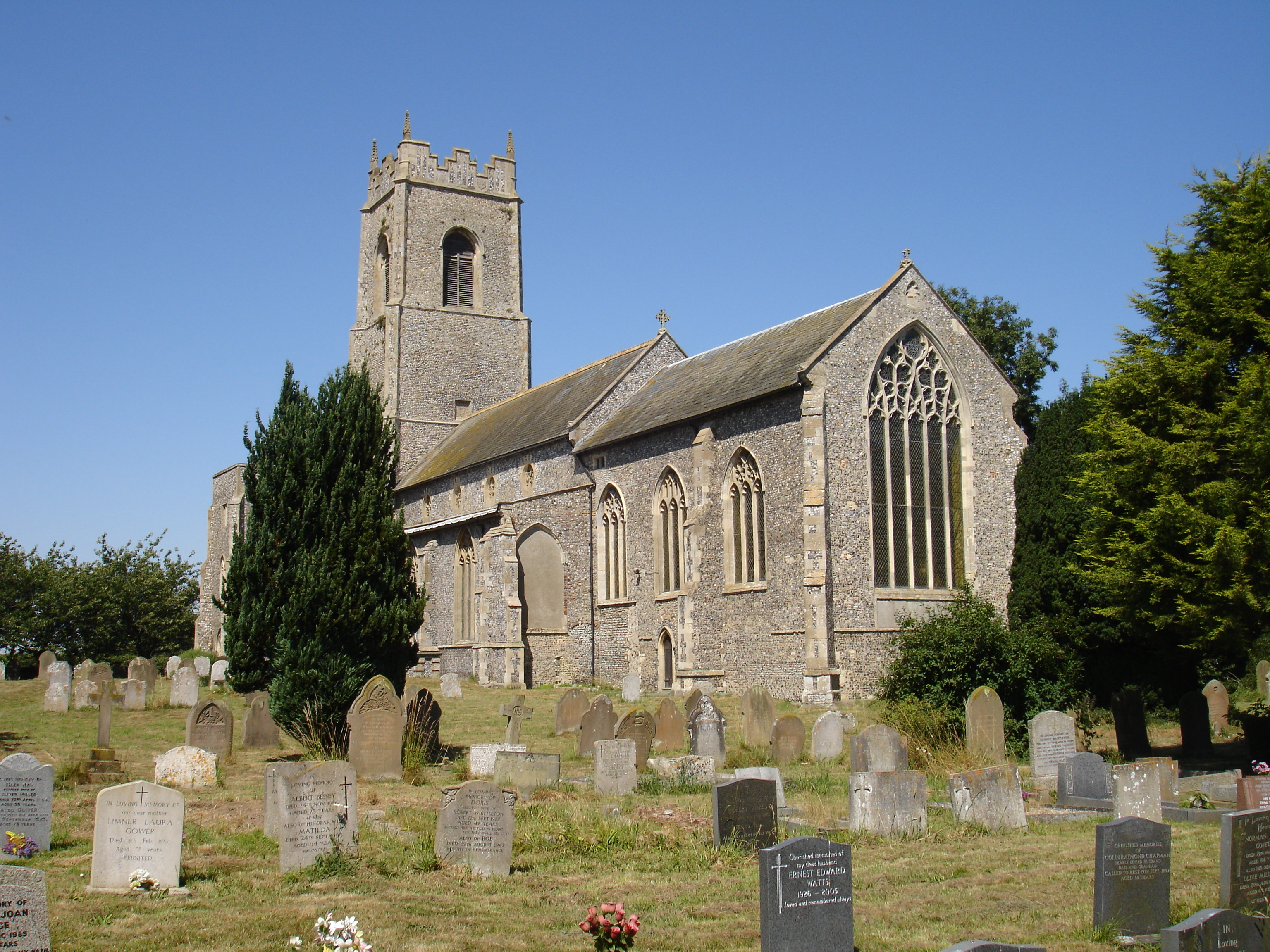
Die Holy Trinity Church in Ingham, in der Ingham und seine Frau beigesetzt wurden

Nach seiner Begnadigung diente Ingham dem König vor allem wieder in Aquitanien. Am 29. Juni 1331 wurde er erneut zum Seneschall von Aquitanien ernannt. Dieses Amt behielt er nun zwölf Jahre lang, womit er eine ungewöhnlich lange Amtszeit hatte. Angeblich ließ er im Frühsommer 1333 in der Gascogne Thomas Gurney köpfen, der des Mordes an Eduard II. beschuldigt wurde. Gurney starb zwar in Südwestfrankreich, doch der genaue Zeitpunkt seines Todes ist ungeklärt. Wahrscheinlich starb er an einer Krankheit. Ingham war Seneschall zu einer Zeit, als die englisch-französischen Beziehungen erneut stark angespannt waren. 1335 soll der aus Schottland vertriebene König Edward Balliol Ingham in Frankreich gewarnt haben, dass Frankreich zur Unterstützung der Schotten einen Angriff auf England planen würde. Ingham selbst rüstete in Bayonne Schiffe aus, die den englischen Feldzug von 1335 nach Schottland unterstützen sollten. Am 24. Mai 1337 erklärte der französische König Philipp VI. Aquitanien für beschlagnahmt. Als Seneschall empfing Ingham im Juni in Libourne die französischen Beamten, die ihm diese Botschaft überbrachten. Nach mehrtägigen Beratungen wies er am 17. Juni die französischen Ansprüche zurück. Bereits vor August 1336 hatte Ingham mit den Vorbereitungen für eine Verteidigung der Region begonnen. Ohne Erlaubnis durften keine men-at-arms die Region verlassen, und Ingham sollte sicherstellen, dass alle wichtigen Burgen und Städte mit ausreichenden Garnisonen und Vorräten versehen waren. Nachdem 1337 der offene Krieg gegen Frankreich begonnen hatte, begann Ingham Angriffe auf französische Stützpunkte, wobei er sich meistens auf das Agenais beschränkte. Zwar wurde im Dezember 1338 Penne durch Verrat erobert, und 1339 konnten die Franzosen Bourg erobern, doch die Engländer konnten Bonnegarde, Montlaur und andere Festungen halten, während der englische König Feldzüge in Nordostfrankreich führte. 1339 konnte Ingham einen französischen Angriff auf Bordeaux abwehren. Obwohl ihm nur wenig Geld zur Verfügung stand, wurde er bei der Verteidigung erheblich von den Aufgeboten der Adligen aus der Gascogne unterstützt. Aus England wurde nur eine kleine Streitmacht von höchstens 500 Soldaten unter John Norwich in die Gascogne gesandt, während allein der südwestfranzösische Adlige Jean de Grailly von Juni 1337 bis November 1338 eine Streitmacht von 77 Waffenknechten und 685 Fußsoldaten unterhielt.
Die englische Krone hatte Inghams Dienste unter anderem belohnt, indem sie ihm am 15. Juli 1337 die Schulden, die er gegenüber der Krone hatte, erließ. Im Januar 1342 wurde er nach England berufen, um einer Ratsversammlung über die Zustände in Aquitanien zu berichten. Am 6. April 1343 wurde er schließlich als Seneschall abgelöst. Wenige Monate später starb er vermutlich in Ingham. Er wurde in der Kirche von Ingham, wo er das Patronatsrecht hatte, beigesetzt. Sein Grabdenkmal ist erhalten.

## Familie und Nachkommen
Ingham hatte Elizabeth, eine Tochter von William Zouche, 1. Baron Zouche of Haryngworth geheiratet. Mit ihr hatte er mindestens zwei Söhne und zwei Töchter:
- Oliver Ingham († 1326);
- John Ingham († 1339);
- Elizabeth Ingham († vor 1344);
- Joan Ingham (um 1320–nach 1360), ⚭ (1) Roger Lestrange, 4. Baron Strange of Knockin († 1349), ⚭ (2) Sir Miles Stapleton of Bedale († 1364).

Da die beiden Söhne Inghams ohne überlebende Nachkommen gestorben waren, wurde sein Erbe zwischen seiner achtjährigen Enkelin Mary, der Tochter seiner älteren, bereits ebenfalls verstorbenen Tochter Elizabeth und seiner jüngeren Tochter Joan aufgeteilt. Der Titel Baron Ingham fiel in Abeyance. Inghams Witwe Elizabeth starb am 11. Oktober 1350. Sie wurde neben ihrem Mann beigesetzt.